# Акваплан
Акваплан (англ. aquaplane) — спортивно-развлекательное средство в виде буксируемой по поверхности воды глиссирующей доски, которая перемещается вслед за моторной лодкой, катером, водным мотоциклом и т. п.
Подготовленный человек способен стоять на акваплане, удерживаясь за специальную эластичную петлю, а также задавать направление его движения смещением своего центра тяжести, совершать прыжки на волнах и т. п. Размеры акваплана должны соответствовать массе спортсмена и выбираться исходя из предполагаемой скорости буксировки
Впервые аквапланы появились в Великобритании в 1914 году, в настоящее время встречаются относительно нечасто. Современным аналогом акваплана является дископлан, который буксируется за катером с помощью фала в руках спортсмена. Он представляет из себя плавательный диск диаметром 650 мм и толщиной 50 мм и не имеет креплений для ног.